# Грішов
Грішов (нім. Grischow) — громада в Німеччині, розташована в землі Мекленбург-Передня Померанія. Входить до складу району Мекленбургіше-Зенплатте. Складова частина об'єднання громад Трептовер-Толлензевінкель.
Площа — 10,94 км2. Населення становить 241 ос. (станом на 31 грудня 2020).